# Mala Solina
Mala Solina is een plaats in de gemeente Glina in de Kroatische provincie Sisak-Moslavina. De plaats telt 172 inwoners (2001).